# Omei-Rose
Die Omei-Rose (Rosa sericea var. omeiensis) ist eine Varietät der Pflanzenart Seiden-Rose (Rosa sericea) aus der Gattung Rosen (Rosa) innerhalb der Familie der Rosengewächse (Rosaceae). Sie wird auch Mount Omei Rose genannt. Die Trivialnamen beruhen darauf, dass das Typusmaterial im Gebirge Emei Shan (Wade-Giles O-mei Shan) gesammelt wurde.

## Beschreibung

### Erscheinungsbild und Blatt
Rosa sericea var. omeiensis wächst als selbständig aufrechter Strauch mit Wuchshöhen von 1 bis zu 4 Metern. Die schlanken Zweige besitzen oft keine Stacheln. Wenn Stacheln vorhanden sind, dann sitzen sie paarweise unterhalb der Laubblätter und sind bis zu 7 Millimeter lang, stielrund, gerade. Es können auch dicht stehende Borsten vorhanden sein.
Die wechselständig angeordneten Laubblätter sind inklusive Blattstiel 3 bis 6 Zentimeter lang und unpaarig gefiedert mit meist 9 bis 13, selten bis zu 17 Fiederblättchen. Die Blattrhachis und der Blattstiel besitzen wenige Stacheln. Die Fiederblättchen sind bei einer Länge von 8 bis 30 Millimetern und einer Breite von 4 bis 10 Millimetern länglich oder elliptisch-länglich mit gerundeter-stumpfer oder breit-keilförmiger Basis, spitzem oder gerundetem-stumpfem oberen Ende, und spitz-gesägten Rand. Die Fiederblättchen sind auf der Unterseite kahl oder flaumig behaart und können Drüsen besitzen; die Oberseite ist kahl und besitzt konkave Mittelnerven. Die zwei Nebenblätter sind mit dem Blattstiel verwachsen und der freie Teil ist dreieckig-eiförmig mit gesägten oder glatten Rand; sie besitzen manchmal Drüsen.

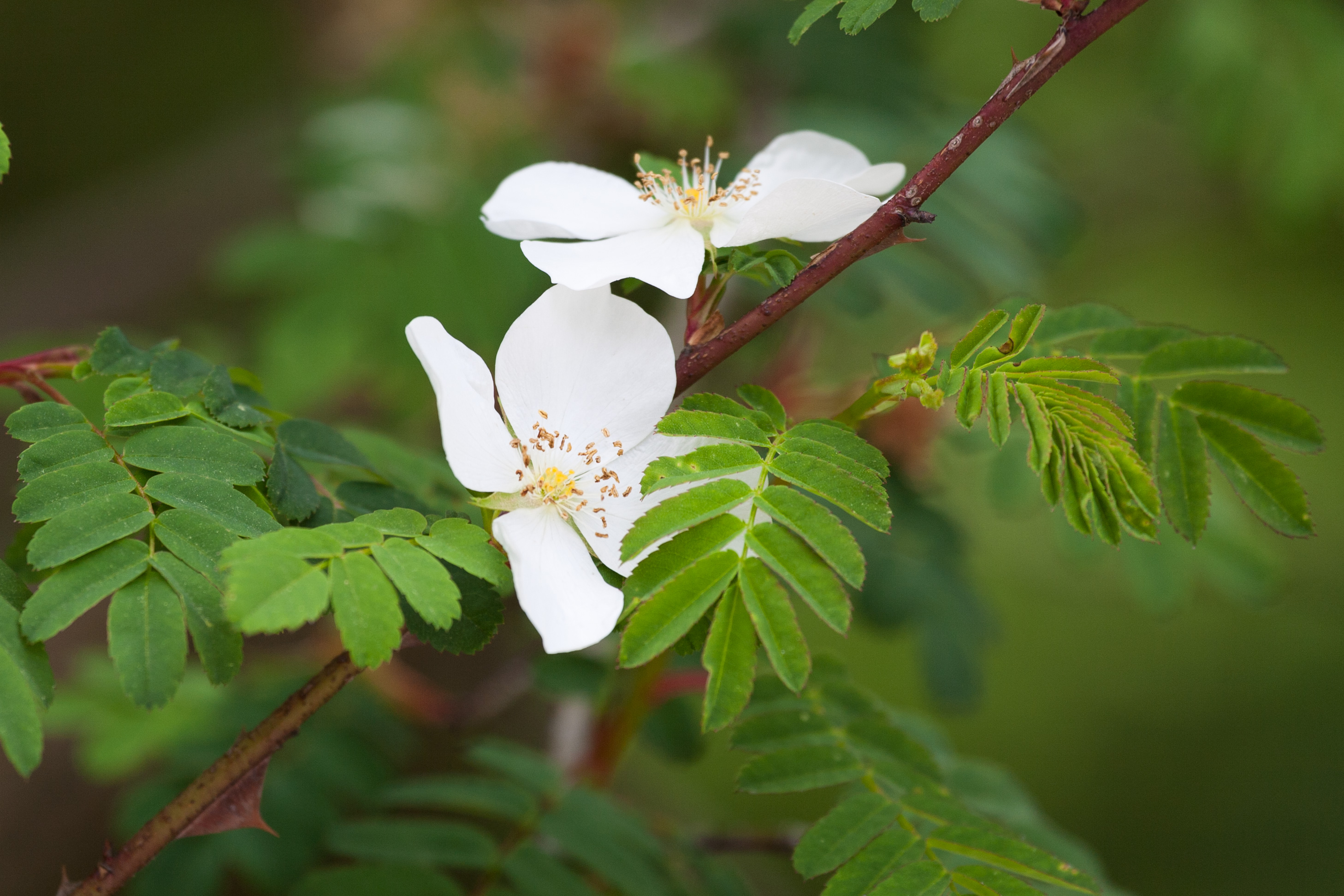
Blüte der Omei-Rose

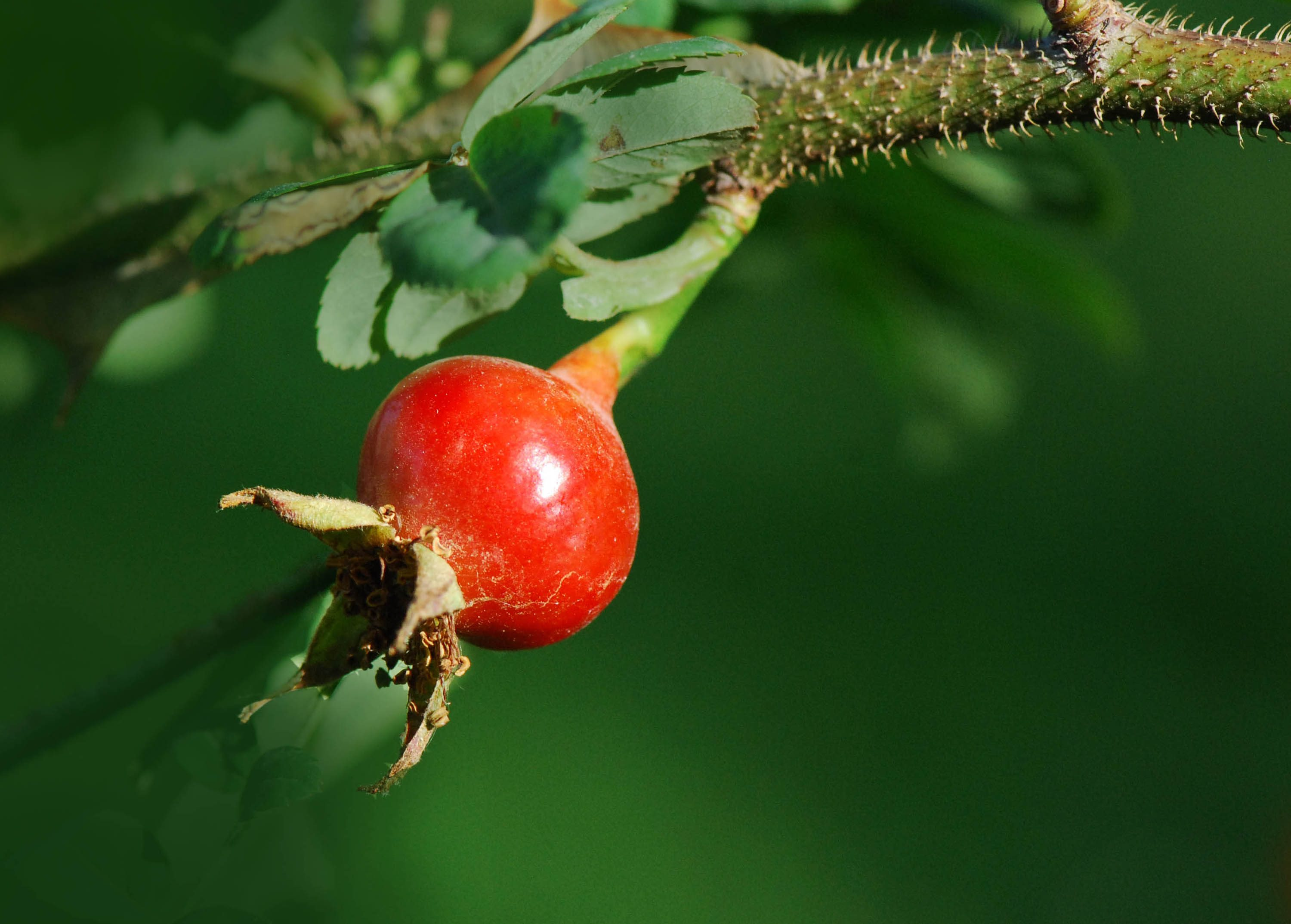
Hagebutte der Omei-Rose

### Blüte und Frucht
Die frühe Blütezeit reicht in China von Mai bis Juni. Die Blüten stehen einzeln in den Blattachseln. Tragblätter fehlen. Der 6 bis 20 Millimeter lange Blütenstiel ist kahl. Die kaum duftenden, zwittrigen Blüten sind bei einem Durchmesser von 2,5 bis 3,5 Zentimetern radiärsymmetrisch mit doppelter Blütenhülle. Der kahle Blütenbecher (Hypanthium) ist verkehrt-eiförmig oder birnenförmig. Auffälligerweise besitzt Rosa omeiensis vierzählige Blüten, während die meisten Rosen-Arten fünfzählig sind. Die vier Kelchblätter sind lanzettlich mit zugespitztem oder lang geschwänztem oberen Ende, ganzrandig und die Unterseite ist spärlich flaumig behaart. Die vier freien weißen Kronblätter sind verkehrt-dreieckig-eiförmig mit breit-keilförmiger Basis und ausgerandetem oberen Ende. Es sind viele Staubblätter vorhanden. Die freien Griffel sind kürzer als die Staubblätter und zottig behaart.
Der kahle, gelbe Fruchtstiel ist 6 bis 20 Millimeter lang, gedrungen, fleischig und verjüngt sich bis zur Hagebutte. Die bei Reife hell- bis tiefroten oder gelben Hagebutten sind bei einem Durchmesser von 8 bis 15 Millimetern verkehrt-eiförmig oder birnenförmig und kahl oder drüsig flaumig behaart. Auf den Hagenbutten stehen die vier haltbaren Kelchblätter aufrecht. Die Hagebutten reifen in China von Juli bis September.

## Vorkommen
Rosa sericea var. omeiensis ist in den chinesischen Provinzen  Regionen Gansu, Guizhou, Hubei, Ningxia, Qinghai, Shaanxi, Sichuan, Yunnan sowie im autonomen Gebiet Tibet verbreitet. Sie gedeiht in Tannenwäldern, Dickichten, Gebüschen, auf Weiden und an Hängen in Höhenlagen von 700 bis 4000 Metern.

## Systematik
Die Erstbeschreibung erfolgte 1912 unter dem Namen (Basionym) Rosa omeiensis durch Robert Allen Rolfe in Botanical Magazine, Volume 138, Tafel 8471. Die Neukombination zu Rosa sericea var. omeiensis (Rolfe) G.D.Rowley wurde 1959 durch Gordon Douglas Rowley in Bulletin du Jardin botanique de l'État à Bruxelles, Band 29, 3, S. 210 veröffentlicht.
Der Komplex Rosa sericea wurde kontrovers diskutiert. Beispielsweise wurde die Seiden-Rose (Rosa sericea Lindl.) in der Flora of China 2003 eine eigene Art geführt, oft findet man aber in der Literatur und im Internet sie als Synonym von Rosa omeiensis. 2008 sichteten Wei et al. umfangreiches Herbarmaterial untersuchten und die Pollenmorphologie sowie Samenmantelstruktur. Wei et al. konnten zeigen, dass es sich um eine Varietät Rosa sericea var. omeiensis handelt. Synonyme von Rosa sericea var. omeiensis Rolfe sind Rosa sericea subsp. omeiensis (Rolfe) A.V.Roberts, Rosa sericea f. aculeatoeglandulosa Focke, Rosa sericea f. inermieglandulosa Focke, Rosa sorbus H.Lév., Rosa sericea f. glandulosa T.T.Yu & T.C.Ku, Rosa omeiensis f. paucijuga T.T.Yu & T.C.Ku,
Rosa sericea var. omeiensis ist seit 2008 eine Varietät der Art Rosa sericea und gehört zur Sektion Pimpinellifoliae aus der Untergattung Rosa in der Gattung Rosa.

## Weiterführende Literatur
- Charles & Brigid Quest-Ritson: Rosen: die große Enzyklopädie / The Royal Horticultural Society; Übersetzung durch Susanne Bonn; Redaktion: Agnes Pahler; Dorling Kindersley, Starnberg 2004, S. 361, ISBN 3-8310-0590-7.